# Cleora proletaria
Cleora proletaria är en fjärilsart som beskrevs av Swinhoe 1915. Cleora proletaria ingår i släktet Cleora och familjen mätare. Inga underarter finns listade i Catalogue of Life.